# Sakaki (Schiff, 1915)
Die Sakaki (japanisch 榊) war ein Zerstörer der Kaba-Klasse der Kaiserlich Japanischen Marine, der während des Ersten Weltkrieges gebaut wurde und bis 1932 in Dienst stand. Dabei war sie während des Krieges das zweite japanische Kriegsschiff das durch Feindeinwirkung den größten Teil seiner Besatzung verlor. Dabei kamen 59 Mann der 92-köpfigen Besatzung ums Leben, von denen sich zu diesem Zeitpunkt die meisten in der Mannschaftsmesse aufgehalten hatten. Das schwerbeschädigte Schiff konnte nach Piräus eingebracht werden, wurde repariert und war bis zum Kriegsende weiter im Mittelmeer im Einsatz.

## Geschichte

### Bau
Die Sakaki wurde wie ihre Schwesterboote im Rahmen eines Notprogramms von 1914 bewilligt und am 5. November 1914 auf der Marinewerft von Sasebo auf Kiel gelegt. Der Stapellauf erfolgte bereits drei Monate später am 15. Februar 1915 und die Indienststellung am 26. März 1915.

### Einsatzgeschichte

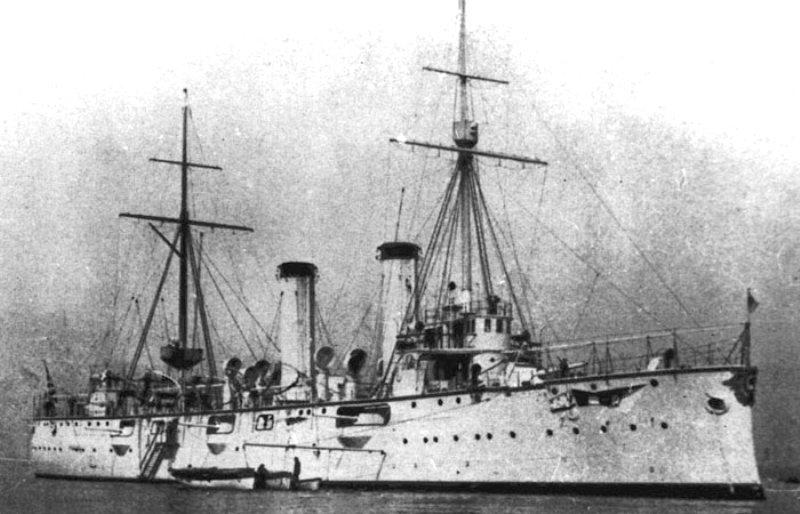
Die Akashi

Die Zerstörer der Kaba-Klasse erwiesen sich als sehr zuverlässig. Die 10. Zerstörerflottille wurde von Singapur aus zur Sicherung der Seewege bis in den Indischen Ozean eingesetzt. Auf Wunsch der Briten lief am 18. Februar 1917 auch die 11. Zerstörerflottille aus Japan nach Singapur und von dort am 11. März zusammen mit der 10. Flottille (insgesamt acht Booten der Kaba-Klasse: Ume, Kusunoki, Kaede, Katsura, Kashiwa, Matsu, Sugi und Sakaki) unter Konteradmiral Kozo Sato über Colombo nach Aden, wo die Japaner am 4. April 1917 eintrafen. Am 10. April übernahmen die Japaner ihren ersten Sicherungsauftrag, als Ume und Kusunoki den Transporter Saxon von Port Said nach Malta geleiteten. Die anderen Zerstörer folgten auch bald und am 16. April war das Zerstörergeschwader mit seinen acht Booten und dem Kreuzer Akashi in Malta versammelt. Obwohl auf dem Papier selbstständig, wurden die Geleitaufgaben für Transporter und Geleitzüge und die U-Boot-Jagd nach den Weisungen des britischen Kommandos in Malta durchgeführt.
Die Sakaki war mit der Matsu an einem frühen, nicht erfolgreichen Einsatz beteiligt. Am Donnerstag, dem 3. Mai 1917, übernahmen sie in Marseille die Sicherung des Truppentransporters  Transylvania mit fast 3000 Soldaten an Bord zu einer Fahrt nach Alexandria (Ägypten). Am 4. Mai wurde der Transporter vier Kilometer südlich von Kap Vado im Golf von Genua vom deutschen Unterseeboot U 63 unter Kapitänleutnant Otto Schultze angegriffen. Die Transylvania fuhr im Zickzackkurs mit 14 Knoten Fahrt, als gegen 10 Uhr vormittags ein Torpedo von U 63 auf der Backbordseite in den Maschinenraum einschlug. Das getroffene Schiff steuerte das nahe Land an. Die Matsu ging längsseits, um die Soldaten zu übernehmen, während die Sakaki das U-Boot angriff. U 63 schoss einen weiteren Torpedo ab, dem die Matsu mit „voller Kraft zurück“ ausweichen konnte. Der Torpedo traf daraufhin erneut die Transylvania, die 40 Minuten nach dem ersten Treffer sank. Zehn Besatzungsmitglieder, 29 Offiziere und 373 Soldaten kamen durch die Versenkung ums Leben. Japanische, französische und italienische Schiffe konnten die Mehrzahl der Schiffbrüchigen retten. Mit 14.348 BRT war die Transylvania das größte Schiff, das U 63 versenkte.
Die Sakaki wurde am 11. Juni 1917 vor Kreta durch das österreich-ungarische Unterseeboot U 27 nahe der kleinen Insel Cengotto torpediert und schwer beschädigt. Dabei kamen der Kommandant Fregattenkapitän Uehara Taichi und 58 Mann der 92-köpfigen Besatzung ums Leben. Weiters gab es neun Schwer- sowie 6 Leichtverwundete.
Sie wurde mit abgetrenntem Bug nach Piräus eingebracht, repariert und blieb bis 1932 mit ihren neun Schwesterschiffen im Dienst.
Im Juni 1917 löste der Panzerkreuzer Izumo die Akashi als Flaggschiff des japanischen Zerstörergeschwaders im Mittelmeer ab, der mit der 15. Zerstörerflottille, die aus den vier Zerstörern der Momo-Klasse bestand, nach Malta verlegt worden war.
Bei Kriegsende wurde die Sakaki mit drei Schwesterbooten nach Brindisi entsandt, während die anderen Mittelmeerboote erst nach Konstantinopel gingen.
Die Japaner hatten sich im Sicherungsdienst ausgezeichnet, hatten die höchsten Seezeiten und 34 Zusammentreffen mit gegnerischen U-Booten gehabt. Neben der Sakaki  war die Matsu
dabei beschädigt worden. Die Versenkung eines U-Bootes war ihnen aber nicht gelungen.